# Vetlanda BK
L'Vetlanda BK è un club di bandy con sede a Vetlanda, in Svezia.  Il club è stato fondato nel 1945.

## Palmarès
- Campionati svedesi: 3

1986, 1990, 1991